# Fiat Powertrain Technologies
Fiat Powertrain Technologies era uma empresa que fazia parte do Grupo Fiat. Em 2011, a empresa foi separada em duas unidades: a Fiat Powertrain e a FPT Industrial. A Fiat Powertrain passou a desenvolver, produzir e comercializar motores para veículos de passeio e comerciais leves. A FPT Industrial responde pelo desenvolvimento, fabricação e venda de sistemas de propulsão para veículos comerciais e aplicações marítimas e de geração de energia.